# Battaglia di Guinea
La battaglia di Guinea fu uno scontro navale che ebbe luogo nel golfo di Guinea, nell'Africa occidentale, nel 1478, tra la flotta portoghese e quella castigliana nel contesto della guerra di successione castigliana.
L'esito della battaglia di Guinea fu decisivo per il Portogallo per proporsi come potenza dominante nell'Atlantico e pose fine alla contesa dei territori con la Castiglia con al firma della pace di Alcáçovas (1479). Tutti i possedimenti castigliani ad eccezione delle Canarie passarono sotto il controllo portoghese: Guinea, Capo Verde, Madeira, Azzorre ed il diritto esclusivo di conquista del regno di Fez. Il Portogallo ottenne i diritti esclusivi anche sulle terre scoperte o da scoprire in futuro a sud delle isole Canarie.

## Antefatto
Nel 1478, il principe Giovanni del Portogallo, che sin dal 1474 aveva ricevuto dal padre, re Alfonso V del Portogallo l'incarico di gestire l'espansione marittima dell'impero coloniale portoghese, ricevette la notizia che una grande flotta castigliana di trentacinque navi comandate da Pedro de Covides era stata inviata da Siviglia da Isabella di Castiglia e Ferdinando d'Aragona verso la città di Elmina, nella regione del golfo di Guinea, con l'intento di attaccare i portoghesi presenti in loco e commerciare coi nativi. Il principe immediatamente preparò ed organizzò una flotta di undici navi con l'obbiettivo di intercettare la spedizione castigliana, dandone il comando a Jorge Correia e a Mem Palha, due suoi cavalieri.

## L'arrivo dei portoghesi e la battaglia
Quando la flotta portoghese con undici navi giunse nel golfo di Guinea, i castigliani erano già nell'area da almeno due mesi e stavano commerciando liberamente con gli africani. Oggetti di poco conto come conchiglie, vecchi abiti, braccialetti in ottone e altri oggetti venivano scambiati con oro, e lungo la costa gli schiavisti conducevano razzie. 

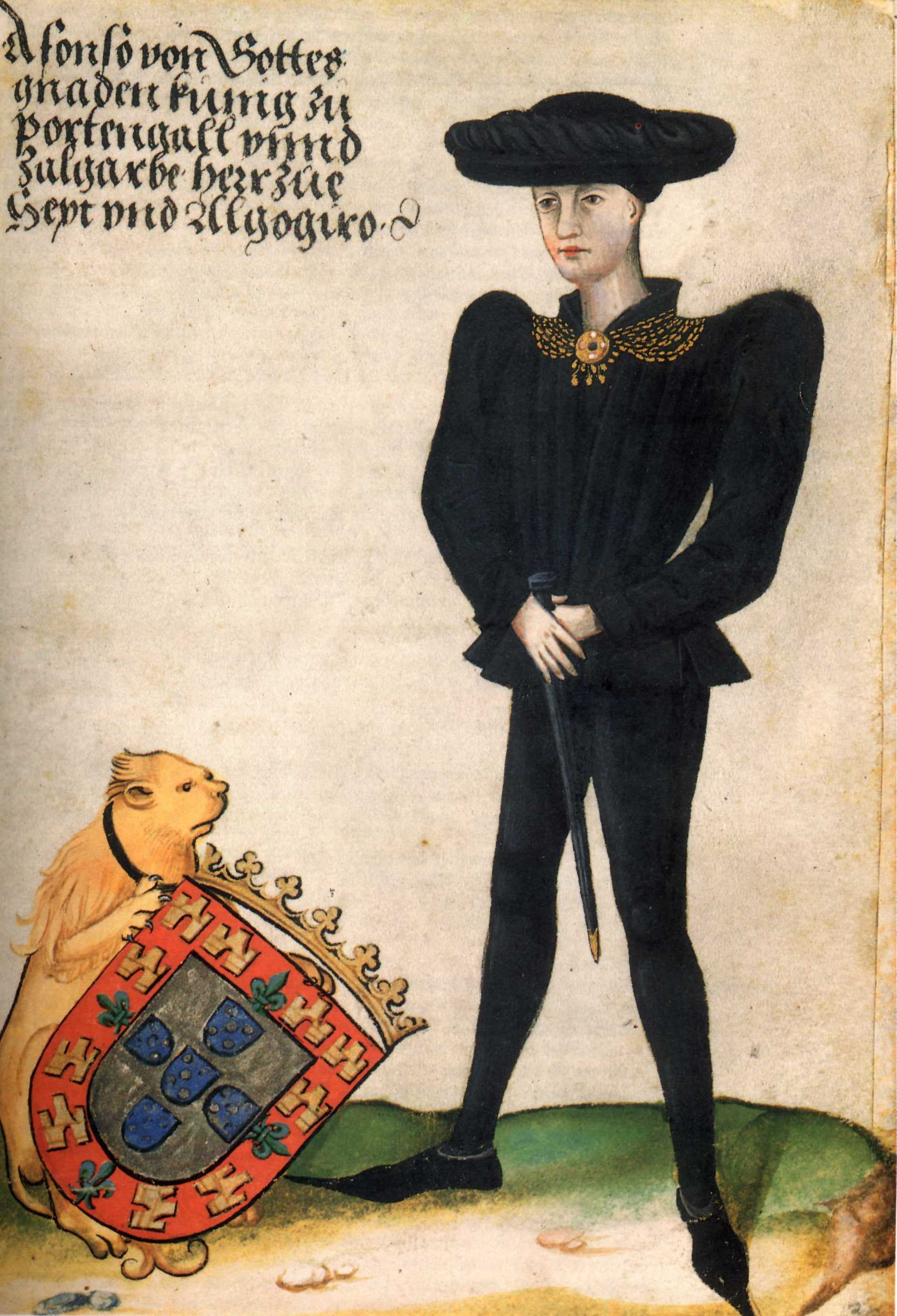
Ritratto di re Alfonso V del Portogallo del XV secolo

La flotta castigliana era all'ancora in un porto presso Elmina quando la flotta portoghese iniziò l'attacco alle prime luci dell'alba. I castigliani vennero colti di sorpresa e finirono per essere completamente sconfitti, forzati alla resa dai portoghesi i quali, senza danni eccessivi, furono in grado di catturare l'intera flotta castigliana col ricco carico d'oro che trasportava a bordo.

## Conseguenze
La flotta catturata venne inviata a Lisbona come preda di guerra. Il grande carico d'oro catturato agli spagnoli fu sufficiente per finanziare la campagna militare voluta da re Alfonso contro la corona di Castiglia in quello stesso anno.
Alla fine della guerra, i portoghesi scambiarono i prigionieri castigliani della flotta catturata coi prigionieri portoghesi catturati a suo tempo durante la battaglia di Toro.
L'anno successivo venne siglato tra Portogallo e Castiglia il trattato di Alcáçovas, col quale re Alfonso V del Portogallo rinunciò ai suoi diritti sul trono castigliano, riconoscendo i Re cattolici come legittimi sovrani di Castiglia, abbandonando pure le sue pretese sulle isole Canarie, mentre la regina Isabella di Castiglia riconobbe l'egemonia portoghese sull'Oceano Atlantico, confermando la sovranità portoghese su Madeira, sulle Azzorre e sull'isola di Capo Verde, nonché su tutte le terre scoperte e da scoprire in futuro dalle isole Canarie a sud.